# Temnora natalis
Temnora natalis är en fjärilsart som beskrevs av Walker 1856. Temnora natalis ingår i släktet Temnora och familjen svärmare. Inga underarter finns listade i Catalogue of Life.